# Парусный спорт на летних Олимпийских играх 1932
Соревнования по парусному спорту на Летних Олимпийских играх 1932 года проводились в Лос-Анджелесской бухте.

## Общий медальный зачёт
| Место | Страна         | Золото | Серебро | Бронза | Всего |
| ----- | -------------- | ------ | ------- | ------ | ----- |
| 1     | США            | 2      | 1       | 0      | 3     |
| 2     | Швеция         | 1      | 0       | 1      | 2     |
| 3     | Франция        | 1      | 0       | 0      | 1     |
| 4     | Канада         | 0      | 1       | 1      | 2     |
| 5     | Великобритания | 0      | 1       | 0      | 1     |
| 5     | Нидерланды     | 0      | 1       | 0      | 1     |
| 6     | Испания        | 0      | 0       | 1      | 1     |
| Total |                | 4      | 4       | 3      | 11    |

## Медалисты
| Класс              | Золото | Серебро                                                                                                  | Бронза                                                                     |
| ------------------ | --- | --- | -------------------------------------------------------------------------- |
| Класс «Сноуберд»   | Жак Лебрюн Франция | Адрианюс Мас Нидерланды                                                                                  | Сантьяго Амат Испания                                                      |
| Класс «Звёздный»   | США · Гилберт Грей · Эндрю Либано | Великобритания · Питер Джефф · Джордж Колин Рэтси                                                        | Швеция · Гуннар Астер · Даниель Сунден-Куллберг                            |
| 6-метровый R-класс | ШвецияТоре Хольм · Мартин Хиндорфф · Олле Окерлунд · Оке Бергквист | США · Темпл Эшбрук · Роберт Карлсон · Фредерик Конан · Эмметт Дэвис · Дональд Уиллс Дуглас · Чарльз Смит | Канада · Филипп Роджерс · Джеральд Уилсон · Гарднер Бутлби · Кеннетт Гласс |
| 8-метровый R-класс | США · Джон Биби · Альфонс Бёрнард · Ричард Мур · Кеннет Кейри · Оуэн Чёрчилл · Уильям Купер · Пьерпонт Дэвис · Карл Дорси · Джон Хюттнер · Алан Морган · Роберт Саттон · Томас Уэбстер | Канада · Эрнест Крибб · Гарри Джоунс · Петер Гордон · Юбер Уоллэс · Роберт Мэитланд · Джордж Гилес       | не присуждалась                                                            |